# Genehmigungsfreistellung
Eine Genehmigungsfreistellung, auch Freistellungsverfahren oder Kenntnisnahme(gabe)verfahren, ist ein in den Bauordnungen der Bundesländer geregeltes bauordnungsrechtliches Verfahren vor der Errichtung von kleineren und mittleren Bauvorhaben. 
Im Gegensatz zum Bauanzeigeverfahren wird das Vorhaben jedoch nicht im Einzelfall untersagt. Erklärt die Gemeinde innerhalb einer bestimmten Frist, das Vorhaben sei nicht genehmigungsfrei, weil es ihren Planvorstellungen widerspricht oder weil die Freistellungsvoraussetzungen nicht erfüllt seien, ist vielmehr eine Baugenehmigung erforderlich. Umgekehrt begründet die fehlende Erklärung der Gemeinde die Genehmigungsfreiheit des Vorhabens.
Das Kenntnisnahmeverfahren ist nicht zu verwechseln mit dem Kenntnisgabeverfahren, welches z. B. in Art. 73 der BayBO geregelt ist und eine Art des Zustimmungsverfahrens im Bezug zu militärischen Bauvorhaben oder der Polizei oder des Zivilschutzes darstellt.
Abhängig vom Bundesland ist dieses Verfahren nur bei bestimmten Bauvorhaben möglich, z. B. in Nordrhein-Westfalen bei Wohngebäuden mittlerer und geringer Höhe einschließlich ihrer Nebengebäude und Nebenanlagen oder in Sachsen bei baulichen Anlagen, die keine Sonderbauten sind. Das Vorhaben muss im Bereich eines qualifizierten Bebauungsplans liegen, darf den Festsetzungen nicht widersprechen und die Erschließung muss gesichert sein.
Die Bauvorlagen müssen bei der zuständigen Gemeinde oder Bauaufsichtsbehörde eingereicht werden. Diese kann innerhalb einer Frist (in Nordrhein-Westfalen ein Monat) entscheiden, ob ein Genehmigungsverfahren durchgeführt werden soll, insbesondere um mögliche Maßnahmen zur Sicherung der Bauleitplanung (Zurückstellung, Veränderungssperre) zu ergreifen oder wenn sie aus anderen Gründen ein Baugenehmigungsverfahren für erforderlich hält. Die Bauaufsichtsbehörde hat nach Baubeginn jederzeit das Recht, zu kontrollieren, ob die Bauvorschriften tatsächlich eingehalten werden (Repressivkontrolle) und kann ggf. entsprechende Sanktionen verhängen (Baueinstellungsverfügung, Nutzungsuntersagung etc.).